# Serge Laprade
Pour les articles homonymes, voir Laprade.
Serge Laprade , né le 13 janvier 1941 à Montréal et mort le 17 janvier 2024 à La Prairie (Québec), est un chanteur et un animateur de radio et de télévision québécois.

## Biographie
Serge Laprade naît le 13 janvier 1941 à Montréal dans le quartier qu'on appelle le « Faubourg à m'lasse ». Il est le cinquième enfant d'un père militaire et d'une mère qui meurt de tuberculose alors qu'il n'a que cinq ans,.
Après un cours secondaire scientifique et avoir complété des études en sciences sociales à l'Université de Montréal, il étudie le chant et le théâtre. En 1962 et 1963, il travaille au service de l'information de la station de radio CJMS,. À la même époque, il participe à des soirées d'amateurs où il est remarqué par un producteur du milieu de la chanson,.
Sa carrière prend son essor au milieu des années 1960, alors qu'il enregistre quelques chansons à succès et anime ses premières émissions de télévision. En 1964, il est nommé « découverte masculine de l'année » du Gala des artistes. Il poursuit des carrières de chanteur et d'animateur d'émissions de variétés, à la radio sur les stations CKVL, CKAC, CKLM, CBF, CJMS et CFGL, et à la télévision à Radio-Canada, où il anime notamment le jeu télévisé Le Travail à la chaîne de 1972 à 1979, Télé-Métropole et TQS.

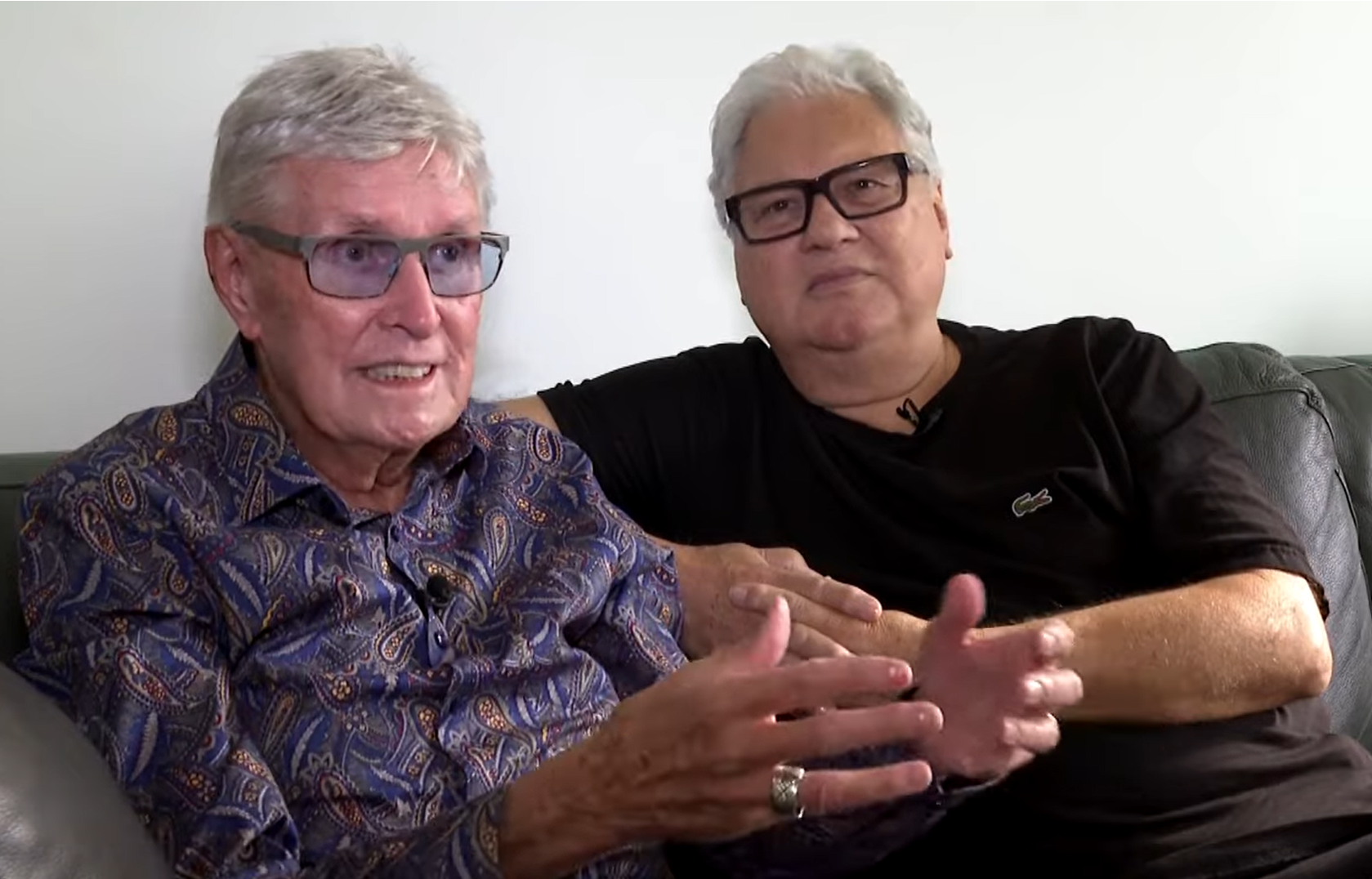
Serge Laprade et son conjoint Daniel Arsenault en 2023.

De 1971 à 1973, il est directeur de la programmation à la station CKLM,. Il anime pendant dix ans, de 1977 à 1988, le téléthon de l'Association de la paralysie cérébrale
Lors de l'élection fédérale canadienne de 1988, il tente une incursion en politique, alors qu'il se présente comme candidat du Parti libéral du Canada dans la circonscription d'Hochelaga—Maisonneuve, où il est défait.
En 2003, il joue dans le film 100 % bio, du réalisateur Claude Fortin. En 2011-2012, il effectue une « tournée d'adieu » à l'occasion de ses cinquante ans de carrière.
En octobre 2023, il épouse Daniel Arseneault qui était son compagnon de vie depuis 50 ans.
Sa discographie compte une douzaine d'albums ainsi qu'une quarantaire de singles.
Il meurt à La Prairie le 17 janvier 2024 à l’âge de 83 ans,.